# 하워드 플로리

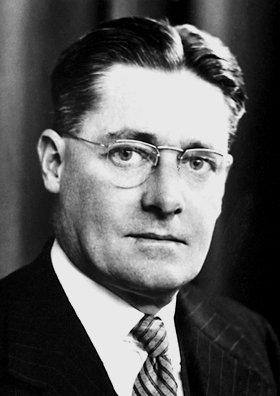
플로리 경 (1945년)

플로리 남작 하워드 월터 플로리(영어: Howard Walter Florey, Baron Florey, OM, 1898년 9월 24일 ~ 1968년 2월 21일)은 호주의 병리학자이다.
애들레이드에서 다섯 형제 가운데 막내로 태어났다. 애들레이드 대학교에서 의학을 공부했으며, 옥스퍼드 대학교 모들린 칼리지에서 공부를 계속하여 학사 및 석사학위를 받았다. 1927년에는 케임브리지 대학교에서 박사학위를 받았다.
셰필드 대학교와 옥스퍼드대학교의 교수를 지내며 주로 염증 · 모세관 임파구의 기능을 연구하였고, 1935년 체인과 함께 페니실린의 효력을 밝혔다. 1945년 알렉산더 플레밍 · 에른스트 체인과 함께 노벨 생리학·의학상을 받았다.
1965년 영국 옥스퍼드에서 사망하기 전까지 그는 호주국립대학교의 총장을 역임하였다. 호주국립대학교는 그의 이름을 딴 강의실을 교내의 존 컬틴 의학 연구 대학에 설립하였다.

## 서훈
- 1944년 기사작위(Knight Bachelor) 서임[1]
- 1965년 남작으로 승작(Baron Florey of of Adelaide)[2]
- 1965년 메리트 훈장(Order of Merit; OM)[3]